# Gutsbesitzer
Unter einem Gutsbesitzer (früher Gutsherr) versteht man den Eigentümer einer größeren Land- und Forstwirtschaft oder einem Weingut. Das Wohnhaus des Gutsbesitzers kann in einem Gutshof integriert sein, jedoch auch davon abgetrennt liegen, als Herrenhaus. Gut bedeutet ursprünglich Vermögen oder Besitz. Der Gutsbesitzer hatte früher die Grundherrschaft und damit weitreichende Vorrechte und er war zuständig für die lokale Ordnung.
Die Landwirtschaft kann auch mit anderen Erwerbszweigen wie Mühle, Molkerei, Brauerei oder Weinkelter verbunden sein.
Ebenso mit einer Pferdezucht oder einem Jagdgebiet.

## Rittergutsbesitzer und Domänenpächter

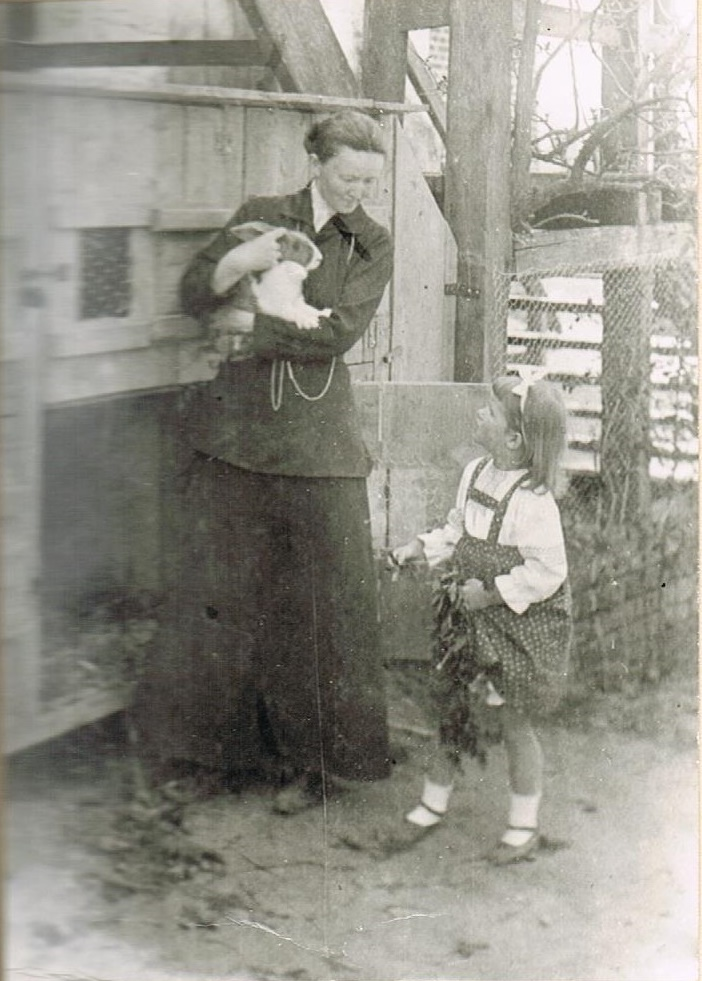
Gutsherrin in Ostpreußen (1916)

Der adelige Gutsherr verfügte nicht nur über weiträumiges Grundeigentum von 100 oder mehr ha (Gutsbezirk), auf dem überwiegend Getreide angebaut und häufig auch handwerkliche Produktion mit örtlichem Monopol ausgeübt wurde (Braugerechtsame, Mühlenzwang, Ziegel- und Kalkbrennmonopole), sondern hatte auch mittels Erbuntertänigkeit sowie übertragener Straf- und Polizeigewalt (Patrimonialgerichtsbarkeit) in der Agrargesellschaft eine beherrschende Stellung als Mittler der landesherrlichen Gewalt inne.
Seit dem 16. Jahrhundert entstand daraus der Typus des ostelbischen Junkers.
Ursprünglich durfte nur ein Adeliger Rittergutsbesitzer sein. Seit dem 17. Jahrhundert gab es auch bürgerliche Rittergutsbesitzer und die Anzahl stieg seit der zweiten Hälfte des 18. Jahrhunderts stark an. Landgüter, die im Besitz des Fürsten waren, konnten nur gepachtet werden. Im 19. Jahrhundert setzte sich für diese Kammergüter die Bezeichnungen Domäne oder Domanium durch.

## Bauerngutsbesitzer

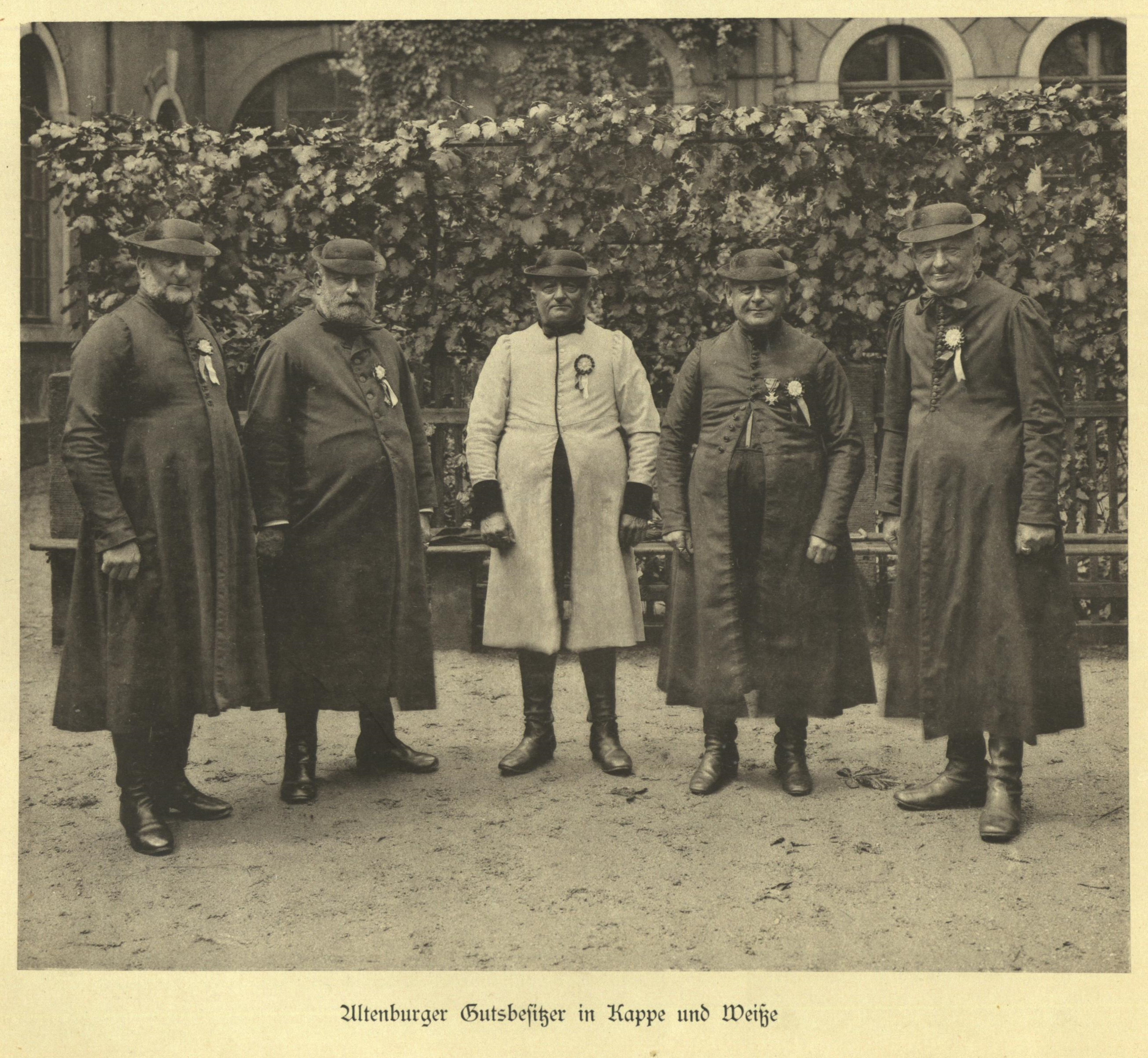
Altenburger Gutsbesitzer in Kappe und Weiße (1896)
(Sächsische Volkstrachten und Bauernhäuser)

Die Bezeichnung „Bauerngutsbesitzer“ bezeichnet (beispielsweise in Sachsen) die Hufner, die im Gegensatz zu Häuslern ein Entscheidungsrecht in der Altgemeinde besaßen. In den Dorfrügen war dieses Recht festgehalten, das die Bauerngutsbesitzer zusammen mit dem vom Grundherrn eingesetzten Dorfrichter und durch die aus ihren Reihen stammenden Schöppen auch wahrnahmen. 
Die verschiedenen, im 19. Jahrhundert erlassenen Gemeinde- und Städteordnungen schafften lediglich die Vorrechte der Altgemeindemitglieder ab, jedoch behielten die Bauerngutsbesitzer ihren Landbesitz.
Aus den Reihen der Bauerngutsbesitzer stammten in Sachsen zahlreiche Mitglieder der Ländlichen Wahlbezirke der II. Kammer des Sächsischen Landtags, der Ständeversammlung des Königreichs Sachsen, so beispielsweise der Gutsbesitzer, Gemeindevorstand, Ortsrichter und Landtagsabgeordnete Carl Gottlieb Barth (1819–1898). Ähnliches galt auch für die Weingutsbesitzer wie beispielsweise Franz Carl Sickmann (1790–1860).

## Weingutsbesitzer
Weingüter sind oft Familienbetriebe oder klösterlichen bzw. adeligen Ursprungs. Es gibt Weingüter, die sich seit Jahrhunderten im Besitz von Adelshäusern befinden; diese verfügen mitunter über die besten Weinlagen am jeweiligen Standort. Nach der Abschaffung des mittelalterlichen Zunftwesens bestand Wirtschaftsfreiheit, wovon die Bürger auch Gebrauch machten.